# Vilazodon
Vilazodon (Viibryd) je serotinergički antidepresiv koji je razvijen za tretman kliničke depresije. FDA je odobrila upotrebu vilazodona 2011.

## Farmakologija
Vilazodon deluje kao inhibitor preuzimanja serotonina i parcijalni agonist  receptora. On ima neznatan afinitet za druge serotoninske receptore kao što je , , i .